# Vinterglans
Vinterglans (Pachysandra terminalis) er en dværgbusk med krybende, over- og underjordiske stængler og oprette skud. Dette giver den en tæppeagtig vækstform.  Vinterglans har stedsegrønne blade og tidlig blomstring.

## Beskrivelse
Barken er glat og lysegrøn på de overjordiske skud. Knopperne er skjult mellem løvet. Bladene sidder tæt samlet hen mod skudspidsen. De er omvendt ægformede og læderagtige med groft takket rand. Både over- og underside er blank og friskt grøn. 
Blomsterne sidder i små aks, der bryder frem af bladhjørnerne yderst på skuddet. De enkelte blomster er flødehvide og uden duft. De snehvide frugter ses af og til, men frøene modner formentlig ikke i Danmark.
Både jordstænglerne og de egentlige hovedrødder er tykke og kødede. Siderødderne er derimod trådagtige og meget fine.
Højde x bredde og årlig tilvækst: 0,30 x 10 m (30 x 50 cm/år). 9 planter dækker 1 m² på 2 år.

## Hjemsted
Vinterglans danner skovbund i regnfulde løvskove i det centrale Kina og på Japans østvendte bjergskråninger. Her vokser planten i dalene og på de nederste dele af bjergene. Således findes arten i højder mellem 600 og 900 m i skovområderne på Yubari-bjergene i Ishikari-provinsen, Hokkaido, Japan. Disse skove er domineret af sakhalinædelgran  (Abies sacchalinensis), kamtjatkabirk (Betula ermanii) og jessogran (Picea jezoensis). Her optræder den desuden sammen med bl.a. viftebladet løn (Acer japonicum), koreansk løn (Acer tschonoskii), allemandsharnisk (Allium victorialis), Alnus hirsuta (en art af el), liden steffensurt (Circaea alpina), gyldentråd (Coptis trifolia), Dryopteris austriaca (en art af mangeløv), Epipactis papillosa (en art af hullæbe), sieboldask (Fraxinus sieboldiana),Galium kamtschaticum og Galium nakaii (arter af snerre), Glaucidium palmatum (en art af hornskulpe), 
japansk kristtorn (Ilex crenata), Menziesia pentandra (en art af bjerglyng), skovsyre (Oxalis acetosella), bjergkirsebær (Prunus nipponica), Pyrola alpina og Pyrola secunda (arter af vintergrøn), Quercus mongolica (en art af eg), Rhododenron albrechti (en art af rododendron), almindelig hindbær (Rubus idaeus), japansk skimmia (Skimmia japonica), ellebladet røn (Sorbus alnifolia), japansk røn (Sorbus commixta), japansk lind (Tilia japonica), Vaccinium smallii (en art af bølle), Viburnum furcatum (en art af kvalkved), Viola blandiformis og Viola brevistipulata (arter af viol)
| Portal | Portal:Botanik |